# Stigmella microtheriella
Stigmella microtheriella là một loài bướm đêm thuộc họ Nepticulidae. Nó được tìm thấy ở khắp châu Âu. Nó cũng có mặt ở miền nam Palearctic ecozone và the Australian region, ở đó nó được tìm thấy ở New Zealand (it was introduced here from Britain around 1850).

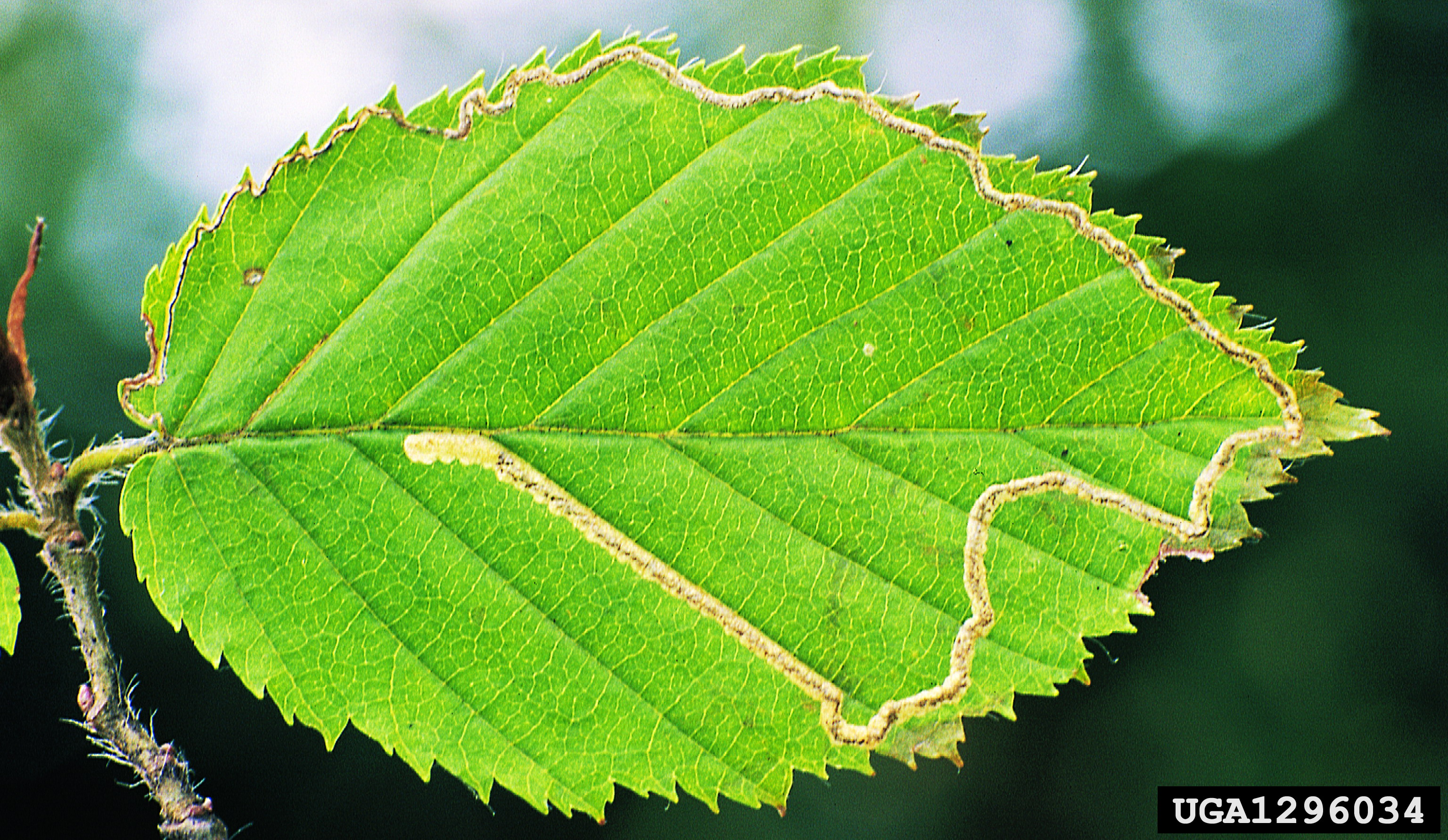
Stigmella microtheriella mine

Sải cánh dài 3–4 mm. Con trưởng thành bay vào tháng 5 và một lần nữa vào tháng 8.
Ấu trùng ăn Corylus avellana và sometimes Carpinus betulus. Other recorded host are Carpinus orientalis, Corylus colurna, Corylus maxima, Ostrya carpinifolia và Ostrya virginiana. The mine the leaves of their host plant. 